# Ахмед Вефик-паша
Ахмед Вефик-паша (тур. Ahmed Vefik-paşa, 3 июля 1823 — 2 апреля 1891) — государственный деятель Османской империи, дипломат, переводчик (знал 16 языков), великий визирь.
Обычно пишут, что он родился 3 июля 1823 года в Стамбуле, но разброс в версиях относительно даты его рождения составляет диапазон с 1813 по 1823 годы. Его отцом был работник министерства иностранных дел Рухиттин-эфенди. И дед, и отец Ахмеда Вефика были переводчиками, частым гостем в их семье был историк Хайрулла-эфенди (отец знаменитого турецкого поэта Абдулхака Хамида Тархана) — всё это стимулировало Ахмеда Вефика к изучению языков. В 1831 году он начал ходить в школу в Стамбуле, но в 1834 году его отец получил назначение в Париж, и Ахмед Вефик стал учиться там. Он освоил французский как родной язык, а кроме того выучил итальянский, греческий и латинский языки.
В 1837 году Ахмед Вефик начал свою карьеру на государственной службе. Сначала он работал в Палате переводчиков, а в 1840 году получил назначение в посольство в Лондоне. Там он выучил английский язык. Два года спустя ему пришлось выполнять временные поручения в Сербии, Молдавии и Валахии, тогда же он получил назначение в Палату переводчиков в Стамбуле. В 1849 году, когда после подавления восстания в Венгрии на территорию Османской империи хлынул поток беженцев, Ахмед Вефик стал заместителем имперского уполномоченного по решению связанных с этим вопросов. В 1851 году он был отправлен в составе посольства в Персию, где ему была дарована честь поднять османский флаг над посольством. В Персии он изучил персидский язык, и тогда же высказал идею о необходимости очищения османского языка от персидских и арабских заимствований.
В 1860 году Ахмед Вефик был назначен османским послом в Париже. По возвращении в Стамбул в 1862 году он занял свежесозданную должность министра по делам вакуфов. В этот период он написал «Шеджере-и Тюркие» («Генеалогия тюрок») и «Лехче-и Османы» («Диалекты османского языка»).
С 1872 по 1873 годы Ахмед Вефик был министром образования, затем некоторое время пробыл губернатором Эдирне. 18 марта 1877 года состоялось первое заседание первого турецкого парламента, и Ахмед Вефик был избран председателем Палаты депутатов. В 1878 году он снова стал министром образования, но почти сразу султан Абдул-Хамид II назначил его великим визирем (тогда эта должность на европейский манер называлась «премьер-министром»).
Как раз в это время завершилась русско-турецкая война. Ахмед Вефик-паша пытался облегчить тяжёлые для Османской империи условия Сан-Стефанского мира, но не сильно в этом преуспел, и 16 апреля был смещён с должности.
С 1879 по 1882 годы Ахмед Вефик был губернатором Бурсы. Он приложил большие усилия к улучшению города, привлекая для этого французских архитекторов. При нём в Бурсе был построен театр — это был первый театр в османской Анатолии. В этом театре стали ставиться пьесы Мольера.
30 ноября 1882 года Кючюк Мехмед Саид-паша был смещён с поста великого визиря, и Ахмед Вефик-паша стал великим визирем вновь, но всего лишь на три дня — 1 декабря султан опять сделал великим визирем Мехмед Саида. После этого Ахмед Вефик уже не занимал никаких должностей, а жил дома и занимался научной и литературной работой вплоть до своей смерти в 1891 году.